# Praděd
Der Praděd (deutsch Altvater) ist mit 1492 m der höchste Berg des Altvatergebirges und gleichzeitig die höchste Erhebung von Mähren. Er gehört zum Kataster der Gemeinde Malá Morávka (Klein Mohrau) im Okres Bruntál im Mährisch-Schlesischen Kraj. Vom Gipfel bietet sich ein weiter Blick nach Mähren, Schlesien und Böhmen. Markantestes Bauwerk auf dem Altvater ist der futuristische Fernsehturm.
Die Fahrstraße auf den Berg ist für Kraftfahrzeuge (außer Versorgung und Hotelgäste) gesperrt. Für Besucher ist vom Parkplatz am Stern (Hvězda) bei Karlova Studánka (Bad Karlsbrunn) bis zur Ovčárna (Schäferei) ein Shuttlebusverkehr eingerichtet.
Von Karlova Studánka führen beiderseits der Bílá Opava (Weiße Oppa) zwei parallele Wanderwege bis zur Chata Barborka (Barbara-Hütte). Der von dort direkt zum Gipfel führende Weg wurde aus Gründen des Naturschutzes gesperrt und der Wanderweg auf die Gipfelstraße verlegt. Der Weg zum Peterstein (Petrovy kameny) ist ebenfalls gesperrt.
Über den Praděd verläuft der Bergwanderweg Eisenach–Budapest. Nördlich entspringt die Střední Opava (Mitteloppa).
Die nach dem Berg benannte deutsche Heimatvertriebenenzeitschrift „Der Altvaterbote“ erschien von 1948 bis 1990.

## Geschichte des Altvaterturmes

### Steinerner Aussichtsturm
Nach ersten Vorplanungen im Jahr 1881 entschloss sich der Mährisch-Schlesische Sudetengebirgsverein (MSSGV) 1897 zum Bau eines Turmes auf dem Altvater. Da der Verein durch andere Turmbauten nicht in der Lage war, den Bau aus eigenen Mitteln zu errichten, führte er zu diesem Zweck eine Sammlung durch und holte die Zustimmung des Besitzers des Berges, der Fürstlichen Domänenverwaltung der Liechtensteiner in Groß Ullersdorf ein. Erst 1903 bewilligte die Hoch- und Deutschmeisterliche Güteradministration den Transport des erforderlichen Baumaterials über ihren Besitz auf den Berg. Nachdem am 12. Juni 1903 in Wien die letzte Zustimmung erteilt worden war, erfolgte am 17. Juni 1903 durch die Baukommission eine feierliche Grundsteinlegung. Am 20. August erfolgte die Baugenehmigung.
Der Turm mit einer Höhe von 32,5 m und einer Breite von 14,5 m wurde im neogotischen Stil nach Plänen des Architekten Franz Ritter von Neumann aus Wien ausgeführt. Baubeginn war der 30. Juni 1904, an diesem Tag steckte der Frost noch 12 cm tief im Boden. Erst später wurde festgestellt, dass nur rund 120 Nächte im Jahr auf dem Gipfel frostfrei sind. Die Fertigstellung war für 1908 vorgesehen, jedoch sollte bereits 1906 die Einweihung durch Kaiser Franz-Josef I. erfolgen. Diese musste jedoch ausfallen, da der Bau wegen fehlender Finanzen ins Stocken geriet. So erfolgte seine Einweihung erst 1912 und der Turm erhielt den Namen Habsburgwarte. Die Gesamtkosten beliefen sich auf immense 120.000 österreichische Kronen, die Mitglieder des Vereins durch in der Freizeit erbrachte Eigenleistungen und über Beiträge sowie Sammlungen und großzügige Spender erbrachten.

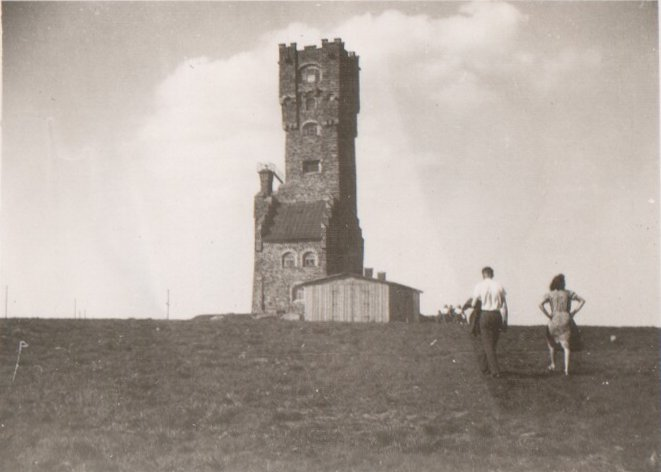
Altvaterturm

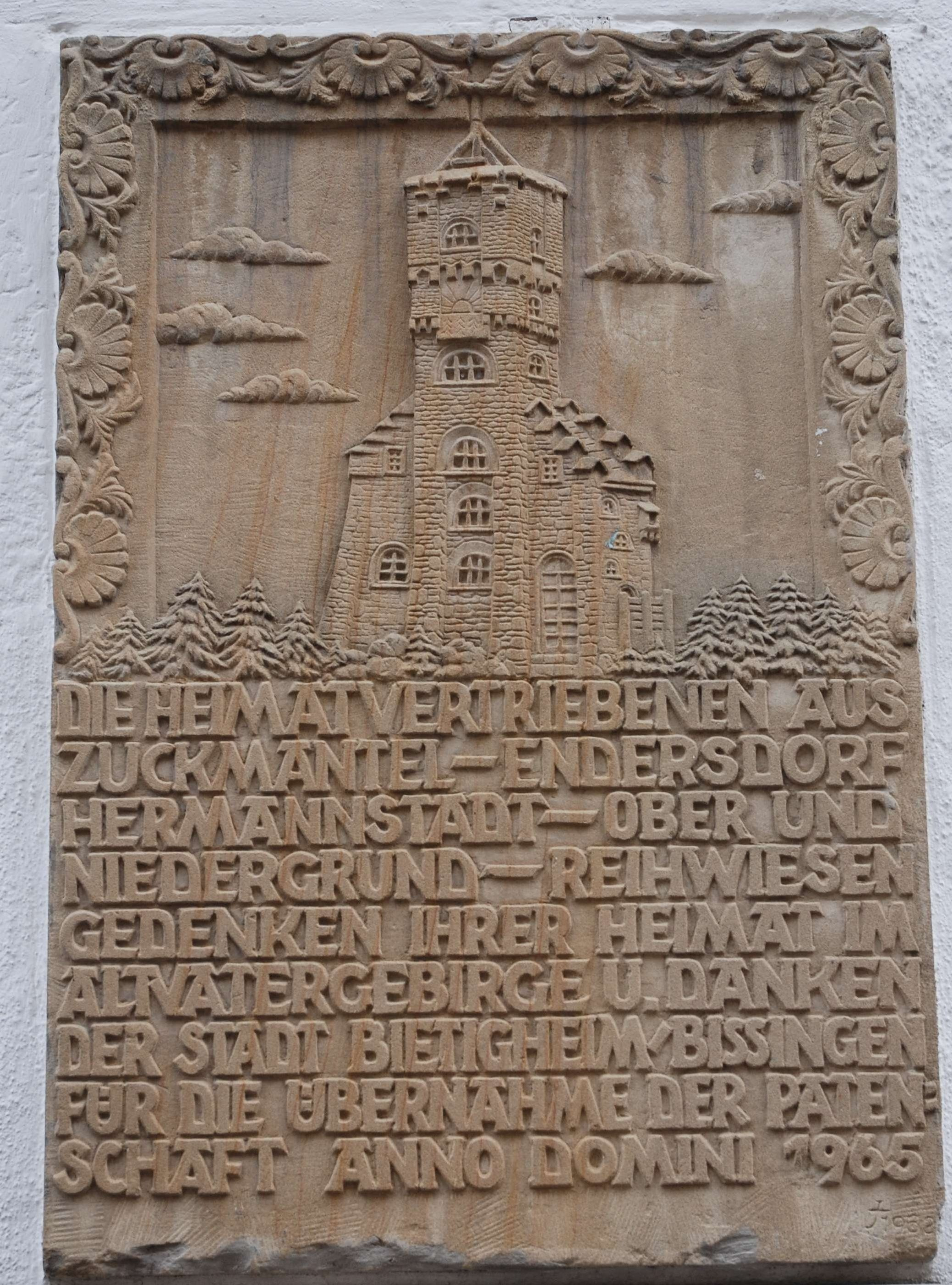
Altvaterturm in Bietigheim-Bissingen

Das Bauwerk, das an eine Burg erinnerte, besaß im Parterre ein Gasthaus. Darüber fanden sich zwei Stockwerke mit Touristenzimmern. Das Flurstück wurde zur Parzelle 207 in Klein Mohrau.
Bereits während des Baus entstanden am Turm durch Nässe und Frost schwere Schäden. Zum Zeitpunkt der Einweihung waren die Unterkünfte noch immer nicht ausgetrocknet und konnten wegen ihrer Nässe nicht vermietet werden. Grund dafür war, dass aus Sparsamkeitsgründen zum Bau das ungeeignete Gestein (Grauwacke) verwendet worden war, das am Berg gebrochen wurde. Wegen des porösen und hydrophilen Baumaterials wurden bereits zur Einweihung Stimmen laut, die den Einsturz vorhersagten. Frost und Sturm sowie mangelnde Instandhaltung während und nach dem Ersten Weltkrieg setzten dem Turm schließlich so weit zu, dass das Bezirksamt Freudenthal 1923 seine Schließung beabsichtigte, die 1930 vollzogen wurde.
Über drei Jahre führte der MSSGV nun umfangreiche Sanierungen am Turm durch, wobei das Bauwerk auch eine teilweise Trockenlegung erfuhr. Am 9. September 1934 wurde die Altvaterwarte mit einem großen Feuerwerk wieder eingeweiht. Dieser Feier folgte nun jährlich bis zum Beginn des Zweiten Weltkrieges ein Bergfest, wobei das letzte am 14. August 1938 stattfand. Der Turm wurde im Dezember 1938 in Adolf-Hitler-Turm umbenannt.
Während des Krieges errichtete die Wehrmacht eine meteorologische Station neben dem Turm und 1941 wurde durch tschechische Zwangsarbeiter sowie Kriegsgefangene aus Polen und Russland mit dem Bau der Posthütte begonnen.
Nach Kriegsende wurde der Turm zwar wieder bewirtschaftet, aber nach der Auflösung des MSSGV und der Vertreibung seiner Mitglieder fand sich kein neuer Betreiber, der die erheblichen Kosten für die laufenden Erhaltungsmaßnahmen tragen wollte und so wurde der Turm 1946 wieder geschlossen. 1951 übernahm die Turista Praha das marode Bauwerk. Am 28. August 1951 ordnete der Bezirksnationalausschuss Bruntál (Freudenthal) an, den Turm entweder wieder instand zu setzen, oder den oberen Teil abzureißen und durch ein sicheres Gemäuer zu ersetzen. Nachdem zunächst der Teilabriss vorgesehen war, fiel nach langem Zögern doch eine Entscheidung für den Erhalt. Das Gemäuer sollte innen mit Eisenbeton verfestigt und von außen mit Stahlbändern zusammengehalten werden.
Inzwischen konnte durch Vandalismus Wind, Wetter und Frost ungehindert in den Turm eindringen. Als in der Mauerung bis zu 6 cm breite und fast 3 m lange Risse entstanden waren, wurde der Altvaterturm 1957 endgültig baupolizeilich gesperrt.
Als am 3. Mai 1959 endlich die dringend notwendigen Sicherungsarbeiten beginnen sollten, kam es nicht mehr dazu. Am 2. Mai 1959 fiel der Turm in sich zusammen. Einen Tag später begann anstelle der Instandsetzung die Abtragung der Trümmer.
Einzige Gebäude auf dem Berg waren nun die meteorologische Station und die Posthütte, die bis zur Errichtung des Fernsehturms als Baude genutzt wurde.
Eine Nachbildung des alten Altvaterturmes befindet sich seit 2004 auf dem Wetzstein bei Lehesten im Frankenwald.

### Sendeturm

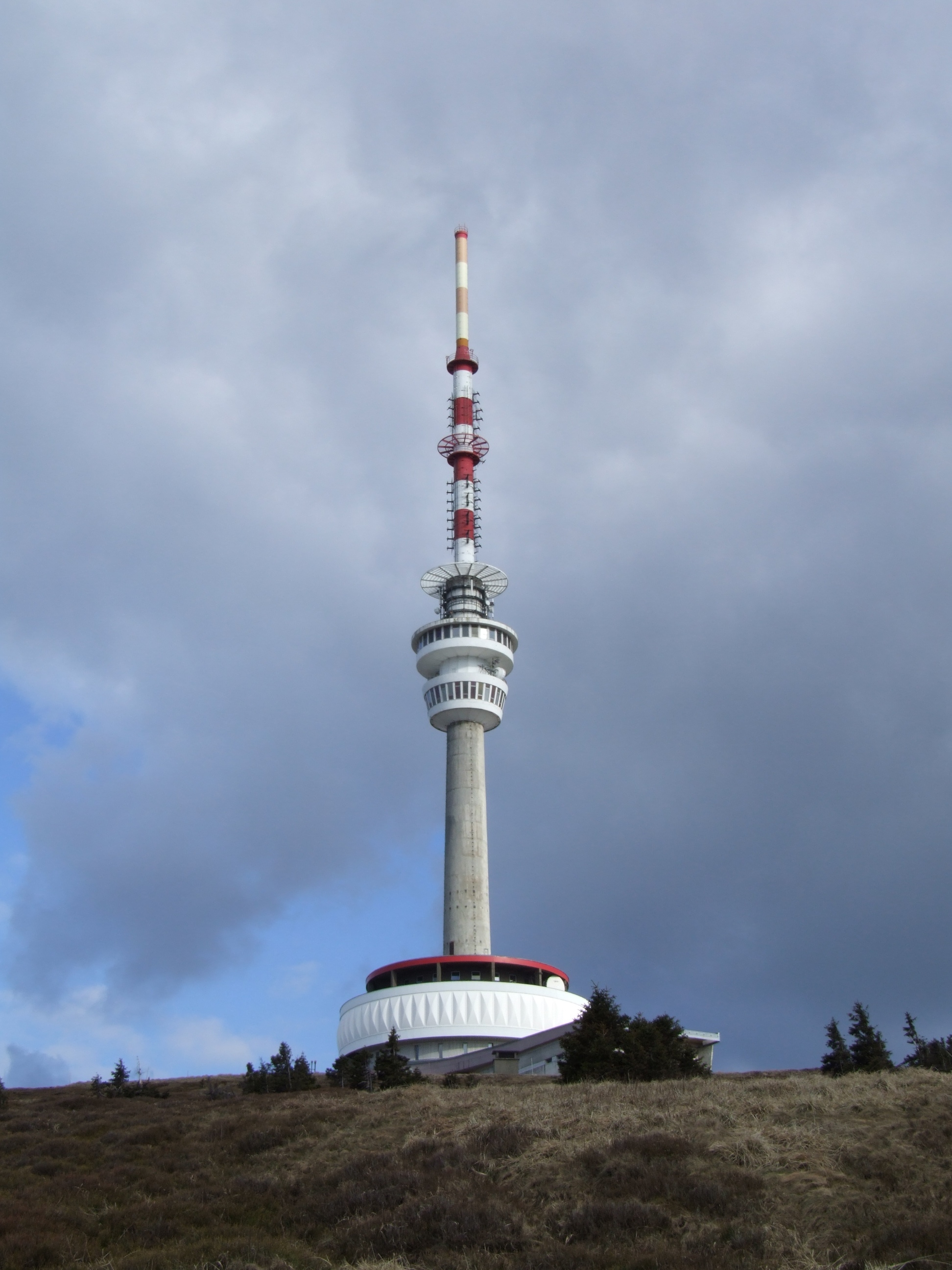
Sendeturm

Bereits seit Beginn der 1960er Jahre diente der Berg als Rundfunk- und Fernsehsender, wobei für die Antennen ein Holzturm errichtet wurde. 1968 wurde nach den Plänen des Brünner Architekten Jan Liška mit dem Bau eines neuen Turmes in einer Betonkonstruktion mit Metallaufsatz begonnen. Dazu wurde ausgehend von der Schäferei eine asphaltierte Straße auf den Gipfel geführt. Wie auch schon 65 Jahre zuvor konnten wegen der extremen Witterung auf dem Berg die Termine nicht eingehalten werden. Statt der 1977 vorgesehenen Übergabe erfolgte die Fertigstellung des Baues erst 1983 mit der Einweihung der Gaststätte. Der Rundbau am Fuß des 146,5 Meter hohen Fernsehturms enthält eine Aussichtsgalerie mit Gaststätte sowie vorwiegend Funktionsräume. In 73 m Höhe befinden sich am Betonturm zwei per Lift erreichbare Ringe, in denen sich die eine Panoramaaussicht und Gastronomie befindet.
Im Jahr 1993 wurden die Sendeanlagen des Turmes generalüberholt. Eigentümer des Turmes ist die Tschechische Radiokommunikation Prag AG. Als nach der samtenen Revolution die Umweltschutznormen an den europäischen Standard angepasst wurden, musste für den Betrieb der Gaststätten eine Kläranlage errichtet werden. Nach deren Fertigstellung konnte im Jahr 1993 das Restaurant wieder eröffnet werden. Zusätzlich wurden Unterkünfte für 45 Personen geschaffen. Die Hausgäste dürfen mit ihren Fahrzeugen die Straße zum Gipfelrestaurant benutzen.

## Trivia
Der alte Altvaterturm ist auf dem Etikett des heute in Wien hergestellten Jägerndorfer Magenbitters abgebildet, während das Etikett des tschechischen Likörs Praděd das Bild eines alten Mannes, des Altvaters, zeigt.